# رابینهود (میسیسیپی)
رابینهود (به انگلیسی: Robinhood) مکانی در ایالت میسیسیپی کشور ایالات متحده آمریکا است که جمعیت آن در سرشماری سال ۲۰۱۰ میلادی، ۱٬۶۰۵
نفر بوده‌است.